# SN 2008ap
SN 2008ap – supernowa typu II odkryta 13 lutego 2008 roku w galaktyce UGC 3754. W momencie odkrycia miała maksymalną jasność 19,20m.